# Grognardo
Grognardo (piemontesisch Gugnèrd) ist eine Gemeinde in der italienischen Provinz Alessandria (AL), Region Piemont.

## Lage und Einwohner
Die Gemeinde Grognardo liegt 40 km südlich von der Provinzhauptstadt Alessandria entfernt in einer Flussschleife der Visone, einem Nebenfluss der Bormida. Das Gemeindegebiet umfasst eine Fläche von 9 km² und hat 231 (Stand 31. Dezember 2023) Einwohner.
Die Nachbargemeinden sind Acqui Terme, Cavatore, Morbello, Ponzone und Visone.

## Geschichte
Der Ortsname der Siedlung geht bis zum Mittelalter zurück, auf das Jahr 991. Die erste Erwähnung findet sich in der Apax Ragnardus, die sich wahrscheinlich vom germanischen Personennamen „Raginard“ ableitet. Anschließend liefert  die Dokumentation die Formen von „Gruniardus“, „Grognardus“ und „Cronardius“, die von Gelehrten mit dem französischen Adjektiv „grognard“, „mürrisch“, verglichen wurden, dem ein ähnliches piemontesisches Wort entsprechen könnte. Auch ist der Name mit dem Eintrag „Grognus“, „Sumpf“, zu vergleichen. In diesem Sinne würde es „teilweise bewaldetes Becken“ bedeuten. 
Es gibt nur wenige historische Informationen zu seinen frühen Ereignissen. Seine Ursprünge aus dem Mittelalter sind auf einer Gründungsurkunde des Klosters San Quintino aus dem 10. Jahrhundert bezeugt, in der es zum ersten Mal erwähnt wird. Im Jahr 1052 übertrug Heinrich III. es dem Episkopat von Acqui, unter dessen Gerichtsbarkeit es für einige Zeit blieb. In diesen Jahren wurde die Gemeinde auch Zeuge der Kämpfe zwischen den verschiedenen örtlichen Herren.
1364 wurde sie durch Entscheidung Karls IV. erneut als Bischof von Acqui bestätigt. Später wurde es jedoch an die Familie Malaspina und dann an die Grafen Beccaria-Incisa verkauft. 

## Sehenswürdigkeiten
- Die Ruinen der antiken Burg Beccaria-Incisa, die auf dem Hügel südlich der Stadt sichtbar sind.[3]
- Ein Wohngebäude aus dem 16. Jahrhundert, das derselben Herrschaft gehörte.

## Kulinarische Spezialitäten
In Grognardo werden Reben des Dolcetto für den Dolcetto d’Acqui, einen Rotwein mit DOC Status angebaut. Die Beeren der Rebsorten Spätburgunder und/oder Chardonnay dürfen zum Schaumwein Alta Langa verarbeitet werden. Die Muskateller-Rebe für den Asti Spumante, einen süßen DOCG-Schaumwein mit geringem Alkoholgehalt sowie für den Stillwein Moscato d’Asti wird hier ebenfalls angebaut. Die Sorte Barbera findet Eingang in den Rotwein Barbera del Monferrato.